# چیلله قوودو
چیلله قوودو یا چیلله قوودی (به نوشتار لاتین: çillə govdu) یک رویداد و جشن سنتی ایرانی است که در منطقه آذربایجان در شب ۳۰ بهمن هر سال برگزار می‌شود.

## مراسم
غالباً با روشن کردن یک آتش یا در برخی مناطق با اجرای نمایش، اجرای موسیقی و خواندن شعر این رویداد جشن گرفته می‌شود.

## در افسانه‌ها
در افسانه‌های آذربایجان، دو برادر به اسم‌های «بویوک چیلله» (چله بزرگ: از ۱ دی تا ۱۰ بهمن) و «چیچیک چیلله» (چله کوچک: از ۱۱ بهمن تا ۳۰ بهمن) که نماد روزهای زمستان هستند به دنیا حمله می‌کنند و باعث وقوع زمستان می‌شوند. در آخرین روز بهمن برادر کوچکتر شکست می‌خورد و ماه اسفند آغاز می‌شود.